# بن سامبايو
```
بن جوردان سامبايو (من مواليد 10 ديسمبر 1992) هو لاعب إنجليزي 
 لاعب كرة قدم
 يلعب لصالح 
 بيشوب ستورتفورد
.
```

جاء من خلال فريق الشباب في تشيلسي، حيث فاز كأس الشباب في عام 2010. ثم قضى موسمين كمحترف في  برايتون وهوف ألبيون، على الرغم من ظهوره مرة واحدة في كأس الاتحاد الإنجليزي للنادي. أمضى بعض الوقت على سبيل الإعارة في الأسقف ستورتفورد في عام 2013، قبل الانتقال إلى تشيلمسفورد سيتي، جرينوك مورتون. تعرض لإصابة في مورتون، واستمر في قضاء فترات قصيرة من عدم اللعب مع جرايس أثليتيك ودوفر أثليتيك وهيميل هامبستيد تاون

## مهنة
جاء سامبايو من خلال تشيلسي  الأكاديمية، وكان بديلاً غير مستخدم في كلتا ساقي فريق كأس الشباب النهائي للنادي على  أستون فيلا في  2010. تم الإفراج عنه عند انتهاء عقده في يونيو 2011.ظهر لأول مرة مع فريق "Seagulls" في تعادل 1-1 مع ريكسهام في مباراة الدور الثالث كأس الاتحاد الإنجليزي في ملعب فالمر في 7 يناير 2012.في 29 مارس 2013، انضم إلى الأسقف ستورتفورد من مؤتمر الجنوب على سبيل الإعارة حتى نهاية موسم 2012–13 [الإنجليزية].أطلق سراحه من قبل برايتون في الصيف، بعد أن لعب مباراة واحدة فقط للنادي.
وقع مع تشيلمسفورد سيتي في أغسطس 2013 بعد إقناع المدير دين هولدسورث في لعبة تجريبية. قدّم ست مرات ظهور في مؤتمر South لـ "Clarets "في موسم 2013–14 [الإنجليزية] ، قبل طرحه في أكتوبر. لعب في مباراة ودية خلف الأبواب المغلقة لـ كارلايل يونايتد في ديسمبر 2013 ؛ قال مدير كارلايل جراهام كافاناغ إن «بن أظهر موقفًا جيدًا ونهض جيدًا وهو لاعب كرة قدم لطيف ولكننا قررنا عدم المضي قدمًا في الأمر». فاز سامبايو بعقد احترافي مع فريق بطولة اسكتلندا  غرينوك مورتون الشهر التالي.تعرض لإصابة في الرباط الصليبي في مباراة الفريق الاحتياطي في كابيلو بارك، وبعد إطلاق سراحه من قبل مورتون، اعترف بالشعور «أشعر بالوحدة الشديدة حقًا منعزل ومكتئب» لأنه كافح لإثبات لياقته للأندية المحتملة. في سبتمبر 2014، عاد سامبايو إلى إنجلترا ووقع على الدوري البرزخ لنادي الدرجة الممتازة جرايس أتليتيك.بعد شهرين انتقل إلى فريق مؤتمر رئيس الوزراء دوفر أثليتيك. في آب / أغسطس 2015، وقع على فريق الدوري الوطني الجنوبي هيميل هيمبستيد تاون. لم يلعب أبدًا مباراة دوري مع جرايز، دوفر، هيميل هيمبستيد. لعب مباراة فريق احتياطي مع بورت فايل في أكتوبر 2016.